# Noteria
Noteria är ett musikförlag i Klockrike, Östergötland, grundat 1963. Har före 1969 haft sitt säte i Mantorp.

## Historik
Musikförlaget grundades i Mantorp, 1963 som ett aktiebolag. 1964 köper man upp Norbergs musikförlag. 1969 flyttade man verksamheten till Klockrike. 1997 avslutade man aktiebolaget och företaget delades upp. Libellus tog över Noteria tryckeri och bokförlag. Janne Janssons Musik övertog Noteria musikförlag, Norbergs musikförlag. Janne Jansson tog år 2000 även över Noteria Musikhandel.
Notman (notritning) flyttade 1978 till Ljungsbro.

## Utgivningar
| Nummer | Titel                         | Kompositör                          | Textförfattare |
| ------ | ----------------------------- | ----------------------------------- | -------------- |
| 35-7   | Vilken uppståndelse           | Monica Andersson                    |                |
| 40-1   | www.stjärna                   | Monica Andersson                    |                |
| 41-8   | Äggets hemlighet              | Monica Andersson                    |                |
| 47-9   | Musiken rör mej               | Monica Andersson                    |                |
| 38,544 | Provsats Sångcollage          |                                     |                |
| 5001   | Påsken                        | Monica Andersson                    |                |
| 5002   | Friheten                      | Monica Andersson                    |                |
| 5003   | Vägen                         | Monica Andersson                    |                |
| 5004   | Julen                         | Monica Andersson                    |                |
| 5005   | Ljuset                        | Monica Andersson                    |                |
| 5006   | Barnen                        | Monica Andersson                    |                |
| 5007   | Skapelsen                     | Monica Andersson                    |                |
| 5008   | Tiden                         | Monica Andersson                    |                |
| 5009   | Vattnet                       | Monica Andersson                    |                |
| 5010   | Barmhärtigheten               | Monica Andersson                    |                |
| 5011   | Färdigheten                   | Monica Andersson                    |                |
| 5012   | Stenarna                      | Monica Andersson                    |                |
| 5013   | Mose                          | Monica Andersson                    |                |
| 5014   | Josef och hans bröder         | Monica Andersson                    |                |
| 5015   | Jona                          | Monica Andersson                    |                |
| 5016   | Talenterna                    | Monica Andersson                    |                |
| 2860   | Rödluvan och alla tiders varg | Bengt-Göran Sköld                   |                |
| 2940   | När himlen kom till jorden    | Cecilia Lind och Krister Liljenberg |                |
| 5013   | Vägen sanningen och livet     | Inga-Britta Lindström               |                |

### Norbergs/Noterias utgåvor (påbörjad lista)
| Nummer | Titel                                 | Kompositör                  | Textförfattare | Instrumentation                                      |
| ------ | ------------------------------------- | --------------------------- | -------------- | ---------------------------------------------------- |
| 1802   | Merk auf mein Herz (Ett barn är fött) | Johann Vierdanck            | Gustaf Ruuth   |                                                      |
| 1829   | Geistlische hochzeit - Freude         | Johann Vierdanck            | Gustaf Ruuth   | Sopran/Tenor, 2 violiner, 3 tromboner och generalbas |
| 1830   | Steh auf meine Freundin               | Johann Vierdanck            | Gustaf Ruuth   | 2 sopraner, w violiner, 3 tromboner och generalbas   |
| 2148   | Lobe den Herren                       | Andreas Hammerschmidt       |                | Sopran, alt och orgel                                |
| 3009   | Koralpartita för blåsarkvintet        | Håkan Alinder               | -              | Blåskvintett                                         |
| 3012   | Dialog                                | Bengt Nelving               | -              | Klaver, stråk och oboe                               |
| 3025   | Adjö farväl                           | Håkan Alinder               | -              | Blåskvintett                                         |
| 3601   | Six sonates                           | C. E. Graaf                 | -              | Violin och cembalo                                   |
| 3606   | Stråkkvartett nummer 2                | Arne Castell                | -              | Stråkkvartett                                        |
| 3610   | Pantomim                              | Bengt-Göran Sköld           | -              | Piano                                                |
| 3611   | Musica Candele                        | Rune Elmehed                | -              | Stråkar och cembalo                                  |
| 3612   | Sonatin                               | Sven Hultberg               | -              | Piano                                                |
| 3613   | Från Ljusnarsbergs bergslag           | Gunnar Thyrestam            | -              | Piano                                                |
| 3616   | Berceuse                              | Karl-Olof Robertsson        | -              | Violin/Flöjt och orgel                               |
| 3617   | Duo Fresco                            | Bengt-Göran Sköld           | -              | Fyrhändigt piano                                     |
| 3618   | Sonat nummer 1                        | Staffan Björklund           | -              | Piano                                                |
| 3619   | Preludium och fuga                    | Bengt-Göran Sköld           | -              | Piano                                                |
| 3620   | Sonatin                               | Gösta Gustaavsson           | -              | Piano                                                |
| 3621   | Stråkkvartett nummer 5                | Stig-Gustaf Schönberg       | -              | Stråkkvartett                                        |
| 3622   | Gott ist mein hirt                    | Franz Schubert              | -              | Piano                                                |
| 3623   | Svit                                  | Thomas Åberg                | -              | Cello och piano                                      |
| 3624   | Fantasistycke                         | Thomas Åberg                | -              | Cello                                                |
| 3625   | Kontraster                            | Bengt Nelving               | -              | Violin/Piano                                         |
| 3628   | Flughetta                             | Bengt Nelving               | -              | Stråkkvartett/Träblåskvartett och flugsmälla         |
| 3629   | Ostinatofantasi                       | Bengt-Göran Sköld           | -              | Piano                                                |
| 3635   | Svit, op. 26                          | Yngve Sköld                 | -              | Cello och piano                                      |
| 3638   | Stråkkvartett nummer 1                | Bengt-Göran Sköld           | -              | Stråkkvartett                                        |
| 3875   | Bröllopsmix                           | Staffan Biörklund-Jullander | -              | Piano                                                |